# 若埃尔·巴茨
祖爾·碧斯（法語：Joël Bats，1957年1月4日—），是一名前法國職業足球員，在場上司職龍門。碧斯在法國度過他的整個球會生涯。從1976年到1992年，他總共為三支法國球會（索察、歐塞爾和巴黎聖日耳門）共上陣553場球會比賽和504場法甲比賽（均為頂級聯賽）比賽。碧斯為法國國家隊上陣50場比賽（35場正式比賽和15場友誼賽）。

## 球會生涯

### 索察
碧斯加入索察的青年學院。他效力於索察的U19青年隊直到1974年夏天。他在1974-75賽季開始他在索察足球會職業生涯。碧斯在1974-75和1975-76賽季只為球會的預備隊效力。1976年夏天，碧斯晉升入球會一隊後，他不得不與爭奪接下來四個賽季的上場時間，兩人在比賽中輪換出場。碧斯在索察一直待到1979-80賽季結束。

### 歐塞爾
1980年夏天，碧斯加入歐塞爾，在贏得1979-80年法乙聯賽冠軍後，該球會將在1980-81賽季首次亮相法甲聯賽。在歐塞爾的五個賽季中，他都成為無可爭議的首席守門員。

### 巴黎聖日耳門
1985年夏天，碧斯加盟巴黎聖日耳門。巴黎聖日耳門在1986年贏得他們的第一個法甲冠軍。碧斯在巴黎聖日耳門的七個賽季中，他都是巴黎聖日耳門的首席守門員。他為巴黎聖日耳門在286場比賽上陣，直到1991-92賽季末才退役。

## 國際賽生涯
1983年9月7日，碧斯在作客丹麥的友誼賽中首次代表法國國家隊出場，但是以3-1敗陣。
碧斯被徵召代表法國參加1984年歐洲國家盃決賽週，法國最後以主辦國身份獲勝。碧斯在決賽週法國的五場比賽中上陣每一分鐘。正是在準決賽，碧斯才真正大放異彩，在加時賽以3-2戰勝葡萄牙的比賽中做出兩次精彩的撲救，隨後法國隊在決賽中以2-0擊敗西班牙，舉起「亨利·德勞內盃」並贏得他們的首個國際大賽冠軍。在那場比賽結束時，碧斯被認為是一個可靠、具領導性的門將。他繼續擔任法國隊的首選門將，直到1989年國家隊退役
。
碧斯參加1986年世界盃預選賽的所有8場比賽，法國隊在歐足聯預選賽小組中名列前茅。在1986 年 FIFA 世界杯決賽期間，他參加了法國隊的三場小組賽、16強賽、半準決賽和準決賽的每一場比賽。在半準決賽對陣巴西的賽事中，他首先在比賽下半場撲出的一個12碼球，並在最後12碼球決勝中撲出的另一個12碼球。然而，在對陣西德的準決賽中，他一反常態地讓的罰球從他手中溜走，法國以2-0輸掉比賽。
1988年歐洲國家盃外圍賽的8場比賽和1990年世界盃外圍賽的所有8場比賽中，碧斯都上陣7場。法國最後沒有取得參加這兩次大賽決賽週的資格。1989年11月18日，在1990年世界盃外圍賽主場以2-0戰勝塞浦路斯的比賽中，碧斯成為第50次代表法國國家隊出場的守門員；他在此場賽上陣全場，這也是他最後一次代表法國國家隊出賽。

## 領隊生涯

### 巴黎聖日耳門
碧斯是巴黎聖日耳門教練團的一員，首先亞瑟·豪爾赫的龍門教練（1992-1994），然後是的助理領隊（1994-1996）。 1996年6月，碧斯與一起被任命為巴黎聖日耳門的聯合領隊。巴黎聖日耳門贏得1997-98賽季的法國盃和1997-98賽季的法甲冠軍，但令人失望的1997-98法甲賽季和一系列董事會變動促使碧斯和高美斯於1998年6月被取代

### 查多魯
碧斯曾短暫而不成功地擔任法乙球會查多魯領隊（1998年7月至1999年9月）。在長達15個月的比賽中，查多魯僅贏得32%的比賽。

### 里昂
2000年夏天，碧斯被任命為里昂的龍門教練，並一直擔任該職位直到2017年12月。在里昂的17年中，他執教過三名為法國國家隊效力的守門員格、雨果·洛里斯和安東尼·洛佩斯。碧斯與里昂的合同一直到2019年，但球會允許他提前離開，以便他可以與美國職業足球大聯盟球會滿地可衝擊的前里昂領隊雷米·加德會合。

## 個人生活
碧斯於1982年夏天被診斷出患有睾丸癌，但在手術後很快就完全康復。作為康復期間的治療，他開始寫詩，並出版了兩卷。
1986年，碧斯將他的詩歌融入音樂，發行了一張名為Gardien de tes Nuits（守夜人）的音樂專輯。同年晚些時候，他發行了三首單曲——一首名為L'Escargot（蝸牛）的兒歌（改編自一首詩）、一首名為Soli Solitude 的哀傷民謠和Même si je m'envole（ven if I am flying）。

## 榮譽
巴黎聖日耳門
- 法甲：1985–86（英语：1985–86 French Division 1）

法國
- 歐洲國家盃: 1984

## 外部連結
- Profile from PSG site （法語）
- Joël Bats （页面存档备份，存于）於法國足球總會（法語）
- Joël BATS於法國足球總會（存檔時間：2018-09-09）（法語）